# Barackenkasernement Oberwiesenfeld
Das Barackenkasernement Oberwiesenfeld, auch Oberwiesenfeldkaserne genannt, war eine Infanterie- und Pionier-Kaserne in München-Schwabing am Oberwiesenfeld, ursprünglich erbaut für die Bayerische Armee. Der Name rührt von den zuerst erbauten Kasernengebäuden, die in schlichter – „barackenartiger“ – Bauweise aufgeführt waren, allerdings zweigeschossig und aus festem Mauerwerk.

## Gebäude und Lage

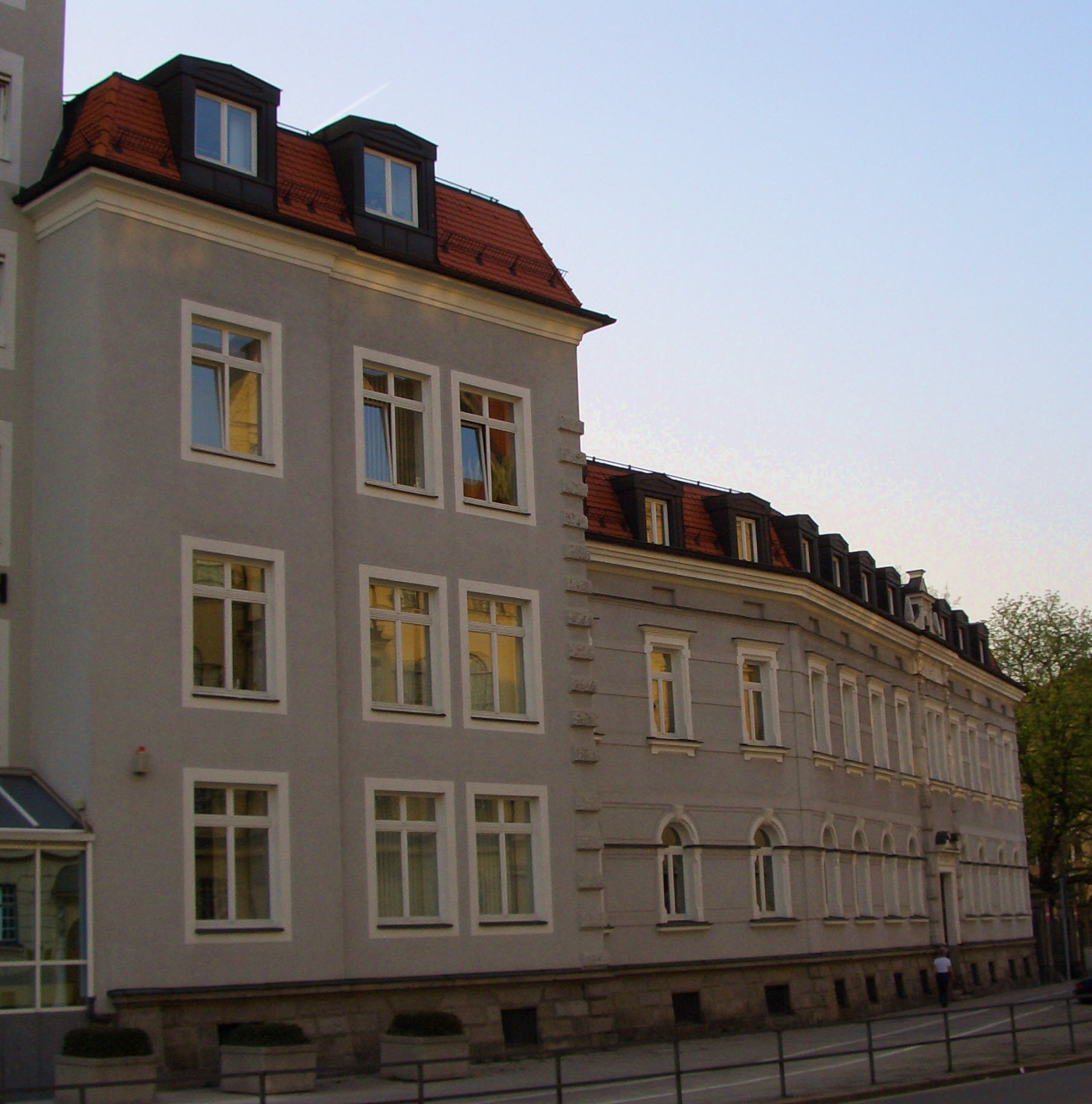
Ehemaliges Casino

Das Barackenkasernement Oberwiesenfeld wurde im Karee zwischen Lothstraße (südöstlich), Barbarastraße (nordwestlich), Heßstraße (südwestlich) und der nordöstlich parallel zu ihr verlaufenden heutigen Infanteriestraße erbaut. Die ersten Bauten lagen entlang der beiden letztgenannten Straßen, so dass dazwischen ein großer Kasernenhof entstand. Spätere Erweiterungsbauten und das nicht mehr zum Barackenkasernement zählende militärische Bekleidungsamt füllten das Karee bis zur Barbarastraße bzw. bis zur Winzererstraße. Durch ein Verwaltungsgebäude mit Offizierskasino (erbaut 1907/1908 von Georg Besold) und Wachlokal sowie Remisen für schweres Pioniergerät wurde das Kasernengelände jenseits der Infanteriestraße noch nach Nordosten an der Elisabethstraße vervollständigt.

## Nutzungsgeschichte

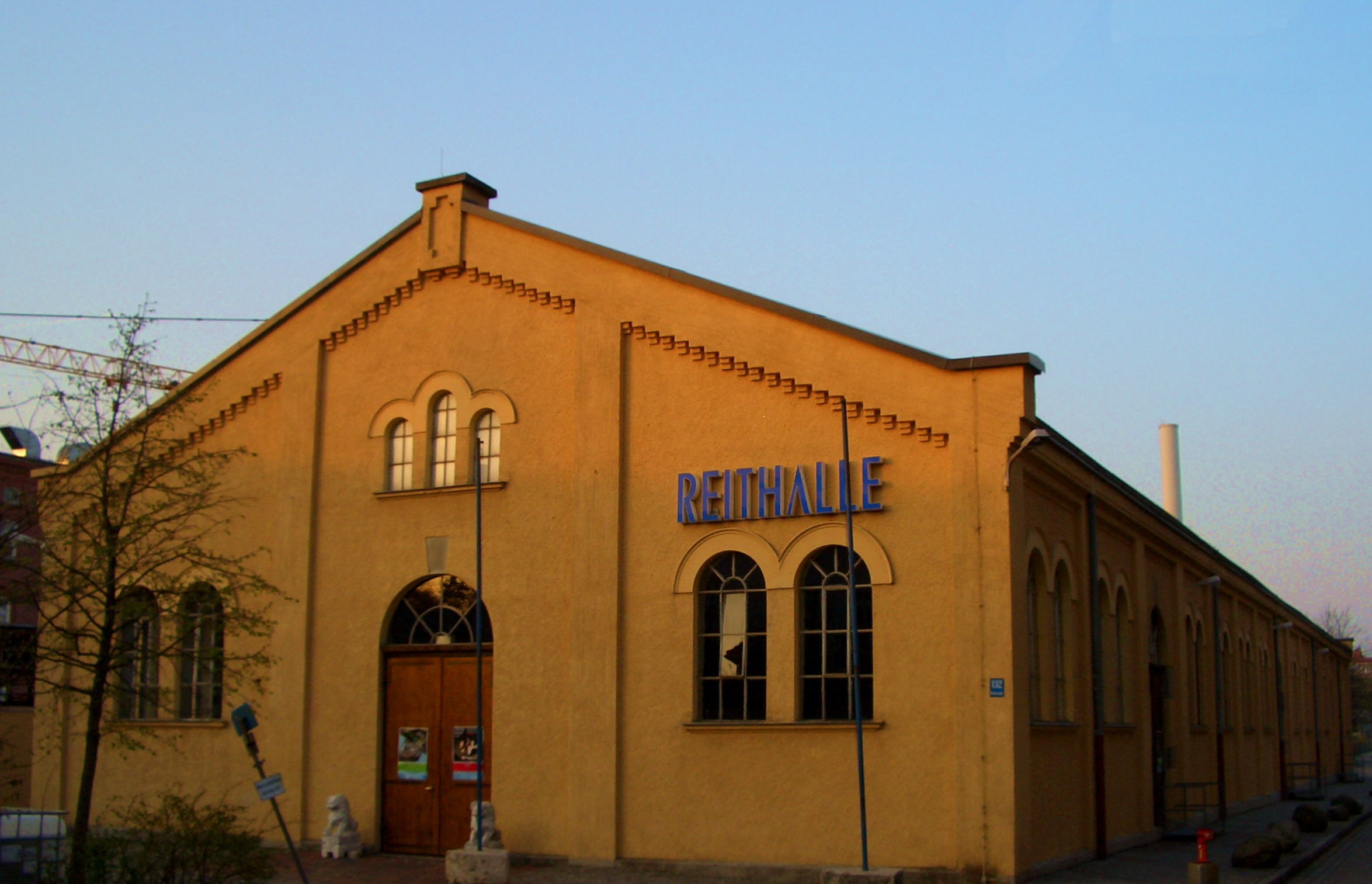
Reithalle

Durch die Typhus-Epidemie des Jahres 1893 in der Hofgarten- und der Seidenhauskaserne und ihre dadurch bedingte Auflassung war der Umzug des dort stationierten Infanterie-Leibregiments in die Türkenkaserne nötig geworden. In der Türkenkaserne ebenso wie auf dem Marsfeld waren sowohl Bataillone des 1. Infanterieregiments „König“ als auch des 2. Infanterieregiments „Kronprinz“ untergebracht. Da für beide Regimenter zudem die Aufstellung eines vierten – allerdings nur halbgroßen – Bataillons anstand, sollte das Marsfeld dem 1. Infanterieregiment vorbehalten bleiben und für das 2. Infanterieregiment ein eigenes Kasernement entstehen.
Im August 1893 wurde beschlossen, das neue Kasernement zu errichten, bereits im Herbst wurde das 2. und 3. Bataillon des 2. Infanterieregiments hierher verlegt. Das erste und das vierte Bataillon konnten nach einer Erweiterung der Liegenschaften ab Oktober 1895 einziehen, das dritte Bataillon wurde in Landsberg am Lech stationiert. Da noch Platz bestand, wurde je eine Kompanie der beiden Pionierbataillone aus Ingolstadt und Germersheim einquartiert; sie sollten ab Mai 1900 im neuen 3. Pionierbataillon aufgehen. 1896 konnte das 3. Bataillon der Infanteristen aus Landsberg zurückkehren, da die 4. Bataillone der Infanterieregimenter aufgelöst worden waren.
Im Sommer 1919 lagen neben dem 2. Infanterieregiment noch etliche Kompanien der in Abwicklung befindlichen Bayerischen Armee in der Kaserne – auch anderer Truppengattungen. Später waren das Pionierbataillon und das erste Bataillon des 19. Infanterieregiments der Reichswehr in der Oberwiesenfeldkaserne untergebracht. Von 1935 bis 1945 hieß die Kaserne „Adolf-Hitler-Kaserne“; Hitler hatte hier 1914 als Soldat des Reserve-Infanterie-Regiments 16 seine militärische Grundausbildung absolviert.

## Heute noch vorhandene Bauten

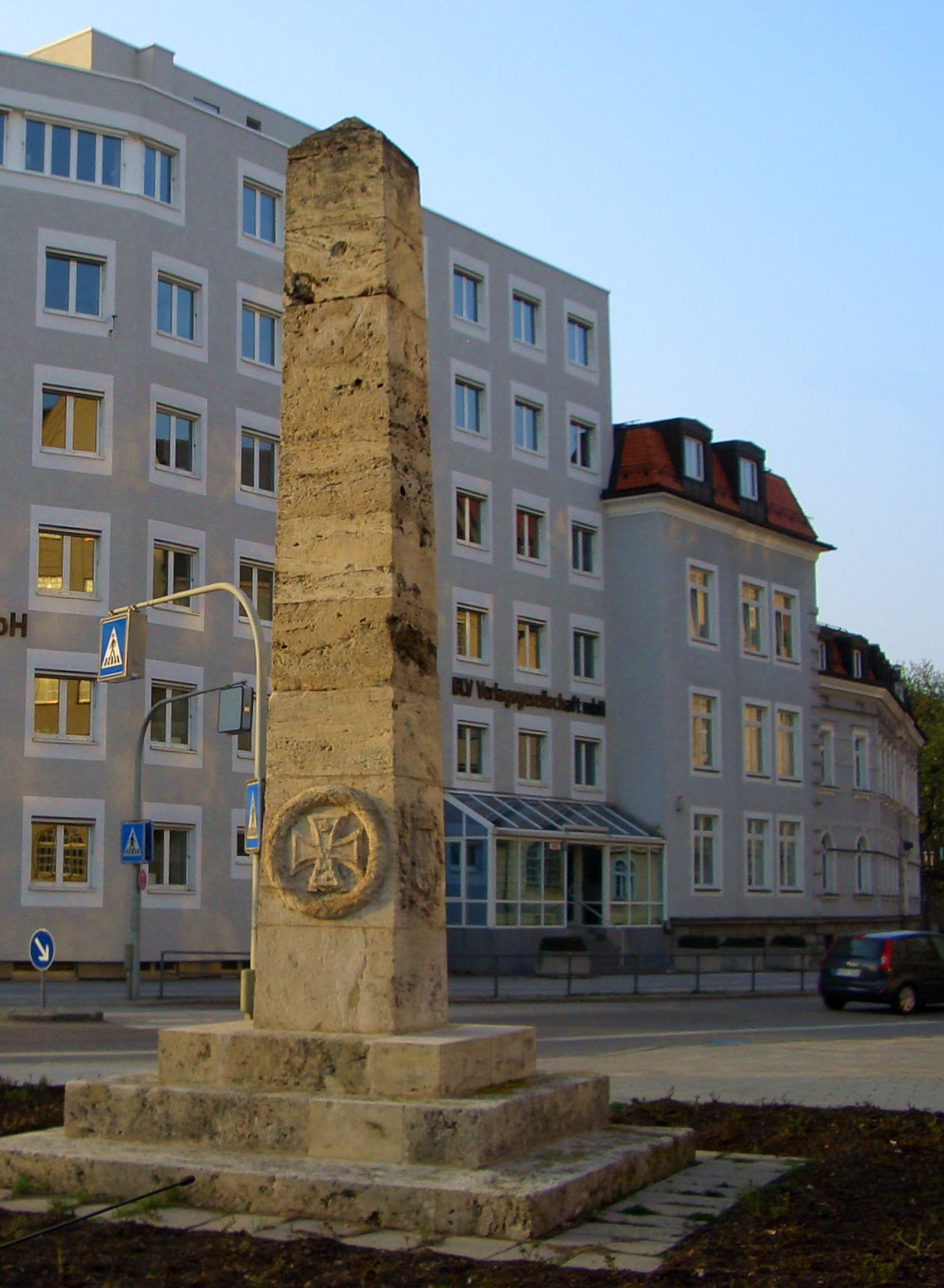
Obelisk

Die Bauten des Barackenkasernements am Oberwiesenfeld wurden von den Bomben des Zweiten Weltkriegs weitgehend verschont, später wurde allerdings etliches abgerissen. Unter Denkmalschutz stehen heute einige Bauten: Zwei Gebäude im Nordwesten der ehemaligen Kaserne werden von verschiedenen Münchner Firmen genutzt; die ehemalige Reithalle für Offiziere ist heute Veranstaltungsort; das frühere Verwaltungsgebäude mit Kasino an der Lothstraße 29 / Ecke Winzererstraße dient als Sitz eines Verlags. Dazu steht das Verwaltungsgebäude mit Offizierskasino an der Elisabethstraße 79 / Ecke Theo-Prosel-Weg unter Denkmalschutz
Ein 1923 errichteter Obelisk von Hermann Broxner an der Gabelung Winzerer-/Lothstraße erinnert an das in der gegenüberliegenden Kaserne stationiert gewesene 2. Königlich Bayerische Infanterieregiment „Kronprinz“.
Ehemals zur Pionierabteilung gehörige Wohnungen waren bis Anfang 2010 an Münchner Familien vermietet. Der Abbruch der dreigeschossigen Häuserzeile nahe dem ehemaligen Casino hat im April 2010 begonnen.